# Distretto di Tekkeköy
Il distretto di Tekkeköy (in turco Tekkeköy ilçesi) è uno dei distretti della provincia di Samsun, in Turchia.